# Magazyn (audycja)
Magazyn – cykliczna audycja radiowa lub program telewizyjny. Magazyny poruszają różne tematy, takie jak: społeczny, sportowy, motoryzacyjny czy śledczy. Są one nadawane o różnych porach w niemal każdej telewizji czy radiu.